# Diócesis de Banjul
La diócesis de Banjul (en latín: Dioecesis Baniulen(sis) y en inglés: Roman Catholic Diocese of Banjul) es una circunscripción eclesiástica latina de la Iglesia católica en Gambia, inmediatamente sujeta a la Santa Sede. La diócesis tiene al obispo Gabriel Mendy, C.S.Sp. como su ordinario desde el 30 de noviembre de 2017.

## Territorio y organización
La diócesis tiene 10 403 km² y extiende su jurisdicción sobre los fieles católicos de rito latino residentes en Gambia.
La sede de la diócesis se encuentra en la ciudad de Banjul, en donde se halla la Catedral de Nuestra Señora de la Asunción. 
En 2018 en la diócesis existían 20 parroquias.

## Historia
El 18 de enero de 1849 los padres Ronarc'h y Warlop de la Congregación del Espíritu Santo establecieron la misión de Santa María de Gambia.
La misión sui iuris de Gambia fue erigida el 6 de mayo de 1931 mediante el breve Noster Africae del papa Pío XI separando territorio de la prefectura apostólica de Senegal (hoy diócesis de Saint-Louis de Senegal).
El 8 de marzo de 1951, en virtud de la bula Si qua exstet del papa Pío XII, la misión sui iuris fue elevada a prefectura apostólica y asumió el nombre de prefectura apostólica de Bathurst.
El 24 de junio de 1957 fue elevada a diócesis con la bula Qui regimen del papa Pío XII.
El 18 de febrero de 1965 Gambia se independizó del Reino Unido.
El 9 de mayo de 1974 por decreto Cum Excellentissimus de la Congregación para la Evangelización de los Pueblos, tomó su nombre actual.

## Estadísticas
De acuerdo al Anuario Pontificio 2019 la diócesis tenía a fines de 2018 un total de 46 100 fieles bautizados.
| Año                                                                             | Población            | Población | Población      | Sacerdotes | Sacerdotes    | Sacerdotes    | Bautizados por sacerdote | Diáconos permanentes | Religiosos | Religiosos | Parroquias |
| Año                                                                             | Bautizados católicos | Total     | % de católicos | Total      | Clero secular | Clero regular | Bautizados por sacerdote | Diáconos permanentes | Varones    | Mujeres    | Parroquias |
| ------------------------------------------------------------------------------- | -------------------- | --------- | -------------- | ---------- | ------------- | ------------- | ------------------------ | -------------------- | ---------- | ---------- | ---------- |
| 1950                                                                            | 3125                 | 226 030   | 1.4            | 6          |               | 6             | 520                      |                      |            | 10         | 1          |
| 1959                                                                            | 4721                 | 278 900   | 1.7            | 15         | 1             | 14            | 314                      |                      |            | 13         | 6          |
| 1970                                                                            | 8061                 | 316 000   | 2.6            | 17         |               | 17            | 474                      |                      | 19         | 16         | 10         |
| 1980                                                                            | 12 630               | 580 000   | 2.2            | 17         |               | 17            | 742                      |                      | 17         | 20         | 3          |
| 1990                                                                            | 16 100               | 812 000   | 2.0            | 20         | 4             | 16            | 805                      |                      | 22         | 43         | 13         |
| 1999                                                                            | 33 000               | 1 550 000 | 2.1            | 24         | 11            | 13            | 1375                     |                      | 24         | 48         | 53         |
| 2000                                                                            | 36 500               | 1 720 000 | 2.1            | 24         | 12            | 12            | 1520                     |                      | 23         | 51         | 53         |
| 2001                                                                            | 30 000               | 1 500 000 | 2.0            | 24         | 12            | 12            | 1250                     |                      | 23         | 45         | 56         |
| 2002                                                                            | 33 000               | 1 575 000 | 2.1            | 25         | 13            | 12            | 1320                     |                      | 23         | 45         | 56         |
| 2003                                                                            | 34 400               | 1 639 500 | 2.1            | 26         | 15            | 11            | 1323                     |                      | 22         | 42         | 56         |
| 2004                                                                            | 35 500               | 1 680 500 | 2.1            | 25         | 15            | 10            | 1420                     |                      | 21         | 42         | 54         |
| 2006                                                                            | 42 400               | 1 787 000 | 2.4            | 24         | 13            | 11            | 1766                     |                      | 21         | 42         | 56         |
| 2007                                                                            | 40 500               | 1 550 000 | 2.6            | 29         | 16            | 13            | 1396                     | 2                    | 26         | 40         | 56         |
| 2012                                                                            | 44 000               | 1 932 000 | 2.3            | 30         | 18            | 12            | 1466                     |                      | 13         | 53         | 19         |
| 2015                                                                            | 43 198               | 1 882 450 | 2.3            | 30         | 19            | 11            | 1439                     |                      | 25         | 62         | 20         |
| 2018                                                                            | 46 100               | 2 159 000 | 2.1            | 34         | 20            | 14            | 1355                     |                      | 28         | 61         | 20         |
| Fuente: Catholic-Hierarchy, que a su vez toma los datos del Anuario Pontificio. |                      |           |                |            |               |               |                          |                      |            |            |            |

## Episcopologio
- John Meehan, C.S.Sp. † (16 de octubre de 1931-1946 renunció)
- Matthew Farrelly, C.S.Sp. † (7 de junio de 1946-1951 renunció)
- Michael Joseph Moloney, C.S.Sp. † (1951-14 de noviembre de 1980 renunció)
- Michael Joseph Cleary, C.S.Sp. † (24 de enero de 1981-25 de febrero de 2006 retirado)
- Robert Patrick Ellison, C.S.Sp. (25 de febrero de 2006-30 de noviembre de 2017 retirado)
- Gabriel Mendy, C.S.Sp., desde el 30 de noviembre de 2017